# Ettore Majorana
Ettore Majorana [etóre majorána], italijanski fizik, * 5. avgust 1906, Catania, Sicilija, Italija, † 27. marec 1938 (domnevno).
Majorana je deloval na področju teoretične fizike. Začel je delo na masi nevtrina.
Majorana je v še nepojasnjenih okoliščinah izginil na poti z ladjo od Palerma do Neaplja. Najbolj razširjena domneva njegove smrti je samomor, vendar njegovega trupla nikoli niso našli, poleg tega pa je sumljivo to, da naj bi pred potovanjem dvignil svoje prihranke z banke. Nekateri njegovi znanci in raziskovalci zato domnevajo, da je zaradi svoje povezave z izgradnjo zavezniške atomske bombe bodisi prebegnil v Argentino, bodisi se umaknil v samostan, bodisi so ga umorili agenti Tretjega rajha.